# Pia Rydwall
Pia Rydwall, folkbokförd Annie Britt-Mari Pia Rydvall Bratt, ogift Rydvall, född 22 januari 1934 i Sundsvall, död 16 februari 1999 i Göteborg, var en svensk skådespelare som medverkat i TV-serierna Hem till byn och Hedebyborna.

## Biografi
Rydwall var dotter till tjänstemannen, musiker Per Rydvall och Göta, ogift Olsson. Hon utbildade sig i Willy Koblancks teaterskola och blev engagerad vid Riksteatern 1958, Atelierteatern i Göteborg 1960 och Göteborgs stadsteater 1961. Hon spelade Märit i Mans kvinna, Alarica i Det onda löper, Josefa i Tokan, Karin Månsdotter i Erik XIV, Eileen i Söndag i New York samt Sylvia i Sorgen och ingenting. Hon var under årens lopp även knuten till Kammarteatern, Länsteatern i Härnösand, Stockholms stadsteater och TV-teatern. Hon gjorde framträdanden i såväl TV som radio.
Hon var gift första gången 1962–1964 med skådespelaren Lars Korposoff (född 1930) och andra gången 1964–1971 med dramatikern Bengt Bratt (född 1937). Hennes enda barn, dottern Marika, föddes 1964 i andra äktenskapet.
Rydwall är begravd på Stampens kyrkogård i Göteborg.

## Filmografi i urval
- 1959 – Ryttare i blått
- 1967 – Den nakne mannen och mannen i frack
- 1968 – Rätt man (TV-teater)
- 1968 – Korridoren
- 1973 – Ett köpmanshus i skärgården (TV-serie)
- 1973 – Hem till byn (TV-serie)
- 1978–1982 – Hedebyborna (TV-serie)
- 1979 – Mor gifter sig (TV-serie)

## Teater

### Roller
| År   | Roll | Produktion                                         | Regi             | Teater       |
| ---- | ---- | -------------------------------------------------- | ---------------- | ------------ |
| 1957 |      | Arvtagerskan (The Heiress) Ruth och Augustus Goetz | Bengt Lagerkvist | Bygdeteatern |